# マズルカ風ロンド
マズルカ風ロンド（マズルカふうロンド）ヘ長調 作品5 は、フレデリック・ショパンが1826年に作曲したピアノ独奏作品。原題のまま「ロンド・ア・ラ・マズール（Rondo à la Mazur）」と呼ばれることもある。
ショパンと親交のあったアレクサンドリーヌ・ドゥ・モリオール伯爵令嬢に献呈。1828年2月16日にワルシャワのブジェジナ（Brzezina）社から出版された。出版当初は作品番号は付けられれなかっが、後にライプツィヒ（1836年6月）やロンドン（1838年2月16日）パリ（1843年頃）で出版された際に初めて作品番号が付けられた。
ヘ長調、ヴィヴァーチェ、4分の3拍子。
長大なロンド作品で、主題は特徴的なF-A-H-Dの教会旋法を取り入れたもの。三連符が中心となって、軽快な民族舞踊を披露している点は同時期の協奏曲（ピアノ協奏曲第2番）と同様である　この作品においてショパンは、古典的な形式である本来2拍子系のロンドと、ポーランドの民族舞踊である3拍子のマズルカを融合させようとした。
ヘ長調であるが、主題は第4音が半音上昇したリディア旋法で書かれ（Bの♭が外れHになる）、付点リズムや3拍目のアクセントを持ち、それは民族舞踊であるマズルカの特徴そのものである。主題はニ短調でも歌われ、トリルを使用した音型も現れ、自由である。3連符を基調とした軽やかな推移部から転調を経て変ロ長調のエピソードに続くが、これも付点リズムを基調とし、低音で主音と属音の5度和音が保続されるなどマズルカの特徴を持つ。またもや3連符の華やかな走句に続く第2エピソードも、左手で歌われる旋律の展開や転調が際立つ。
再現部では主題がイ短調に展開され、3度の和音の技巧的な走句などの展開を見せる。そのあとにエピソード主題はハ長調にて再現されるが途中にハ短調の新しい主題も登場する。その後主題の再現となり、色彩的な移行部を経て、F音を保持されたコーダに至って終わる。
演奏時間は約8～9分。

## 評価
ショパンのロンド作品は他にハ短調（作品1）、ハ長調（遺作）、変ホ長調（作品16）の3作品がある。これらは型にはまって冗長であり、本作も例外ではないという批判もあるが、前作（ハ短調）から1年しか経っていないにかかわらず、その作曲技法は驚くべき進歩であり、16歳の少年とは思えないほどの独創性、和声感覚を十分に備えており、後年の自由な幻想性を予感させさえもする、初期の傑作であるという評価もある。
この作品には、華やかで自身の技術を見せ付けられることこそが当時の楽曲に求められ、作曲家もそれに応えることが常であった背景がある。この反省から後の作品（ピアノソナタ第2番）は難解な和声と形式を破った構成が特徴となっている。